# Wang Ben-hu
Wang Jui-cheng (em chinês tradicional: 王瑞振; 6 de dezembro de 1953 – 16 de fevereiro de 2017), mais conhecido pelo pseudônimo Wang Ben-hu (汪笨湖) foi Taiwan, escritor e apresentador de televisão.
Nascido no Condado de Tainan, Wang começou sua carreira escrevendo na década de 1980, durante o Taiwanês literatura do movimento. Ele trabalhou em estreita colaboração com o diretor Ho Ping, e, eventualmente, de cinco de Wang contos tornaram-se filmes. Ho primeiro filme, O Escavador foi o trabalho de Wang, como foi o seu segundo, O Suona Leitor, para o qual vos foi concedido um Cavalo de Ouro em 1988. Wang Outono Tempestade, Que um Órgão Vital e A Filha-de-Lei foram dirigidos por Huang Yu-shan, Chang Chi-chao, e Steve Wang, respectivamente.
Wang era conhecido por seu apoio ao movimento de independência de Taiwan e hospedado seu mais famoso programa de televisão de Voz de Taiwan de Taiwan Hokkien. Durante as eleições legislativas de 2004, foi especulado que Wang seria executado como Taiwan Solidariedade da União candidato, mas uma campanha deste tipo nunca se materializou. Naquele ano, Wang repetidamente argumentado com Democrático Partido Progressista legislador Fu Shen-hsiung, que era visto como um provável candidato para a Cidade de Taipei prefeitura em 2006, mais de Shen críticas de Chen Shui-bian. Wang começou a hospedagem de um novo programa, Taiwan Avanço, em agosto de 2004, que estreou em 8 pm em Chinês do Sistema de Televisão, um primeiro intervalo de tempo geralmente reservada para os dramas Taiwaneses. No entanto, Wang sair devido à gravidade das disputas entre si e Shen, , só para voltar a mostrar-se pouco tempo depois. Em 2006, a oposição à Chen cresceu, em grande parte liderado pelo ex-DPP cadeira de Shih Ming-teh. Ainda, Wang manteve-se aliado com Chen, participando de várias manifestações para mostrar seu apoio. Após a demissão da presidência em 2008, Chen foi acusado de corrupção. 
Voz de Taiwan, que tinha transmitido em Muito TV desde 2002, terminou em 2005. Wang, em seguida, tornou-se confounding presidente e de acolhimento para o INHAME TV, um Hokkien estação. Em dezembro de 2012, INHAME TV demitidos mais de metade de sua força de trabalho, uma ação para a qual ele foi multado o próximo mês. Wang morreu aos 63 anos, em 2017, devido a complicações de medula óssea e câncer colorretal, no National Cheng Kung University Hospital em Tainan.

## Ligações Externas
- Wang Ben-hu. no IMDb.
- «Wang Ben-hu» no Hong Kong Banco de dados do Filme